# Verkondigingskerk (Rjazan)
De Kerk van de Verkondiging (Russisch: Церковь Благовещения) is een van de oudste nog bestaande Russisch-orthodoxe kerken in de Russische stad Rjazan.

## Geschiedenis
Volgens oude kadasters stond op de plaats reeds een eerste houten kerk in het begin van de 17e eeuw. In de tweede helft van dezelfde eeuw werd de vervallen houten kerk vervangen door een nieuwe stenen kerk. In 1744 werd in de refter een kapel ter ere van Johannes de Krijger ingewijd.
De kerk werd in 1935 kortstondig in gebruik gegeven aan de Levende Kerk, maar nog in hetzelfde jaar werd volledige sluiting van de kerk geëist. Nadat het gebouw tot 1958 dienstdeed als bedrijfsruimte werd de sloop van de kerk aan de orde gesteld, aangezien het niet een monumentaal gebouw betrof. De sloop ging gelukkig niet door, maar de toren en de koepels werden wel afgebroken.

## Huidige toestand
De kerk werd in 1990 teruggegeven aan de Russisch-orthodoxe Kerk. Het gebouw werd volledig gerestaureerd en er werd een nieuwe hek rond de kerk geplaatst. Aan het beschildering van het interieur wordt verder gewerkt.

## Afbeeldingen

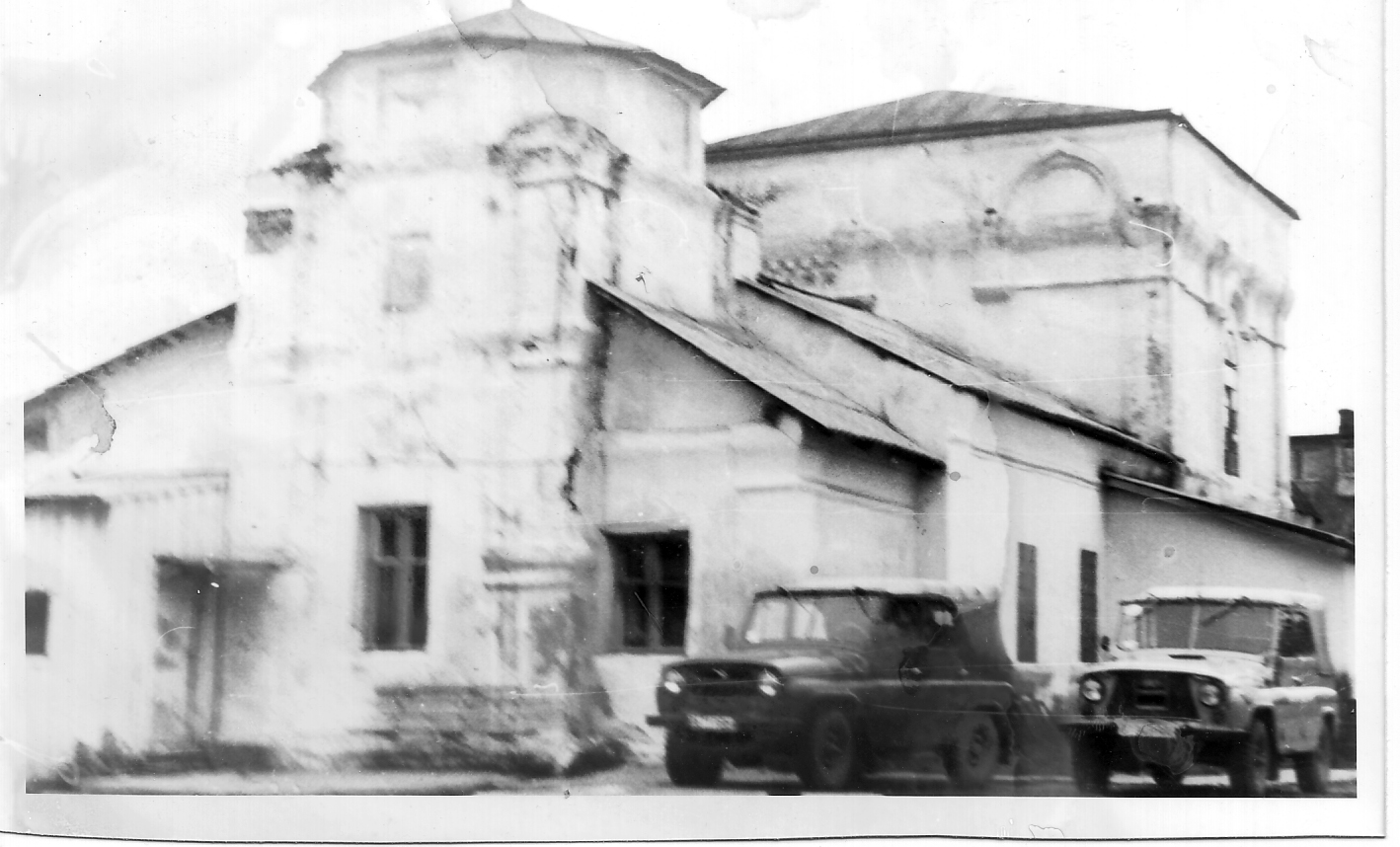
De kerk voor de restauratie
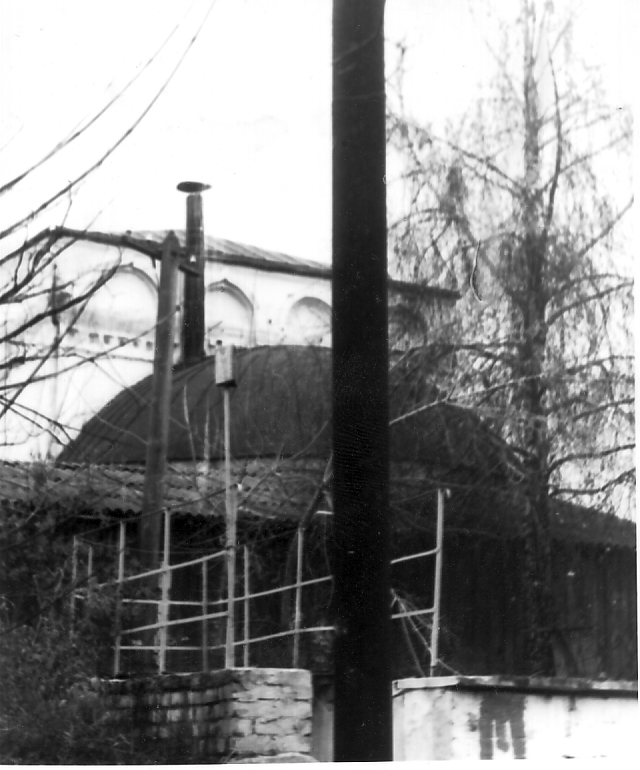
De situatie circa 1990